# Festival Arirang
Pour les articles homonymes, voir Arirang.
Le festival Arirang, officiellement la grande performance de masse gymnastique et artistique Arirang, en chosŏn’gŭl 아리랑 축제, en hanja 아리랑  祝祭, est une manifestation culturelle nord-coréenne dont la spécificité est le spectacle de masse. Il se déroule pendant plusieurs semaines à Pyongyang, au stade du Premier-Mai, à l'occasion des principales fêtes nationales. La première représentation a eu lieu en 2002 pour le 90e anniversaire de Kim Il-sung.

## Histoire
Apparus au XIXe siècle, les spectacles de masse se développent après la Seconde Guerre mondiale dans les pays nouvellement communistes, dont la Corée du Nord. Mais à partir de 1961, avec le spectacle intitulé L'Ère du Parti du travail de Corée créé le 19 septembre 1961 au stade Moranbong (aujourd'hui stade Kim Il-sung) de Pyongyang, les spectacles de masse nord-coréens se distinguent de leurs modèles européens par leur ampleur et la synchronisation entre les gymnastes, l'arrière-plan et la musique.
Depuis la libération de la Corée en 1945, 74 spectacles de masse ont été créés qui ont donné lieu à plus d'un millier de représentations.
Les représentations les plus récentes de mouvements d'ensemble en Corée du Nord ont eu lieu chaque année de 2000 à 2002 ainsi qu'en 2005 et 2007 :
- en 2000 et en 2001, le spectacle intitulé Le Parti du travail de Corée toujours victorieux (en anglais : « The Ever Victorious Workers' Party of Korea ») a été donné à l'occasion du cinquante-cinquième puis du cinquante-sixième anniversaire de la fondation du Parti du travail de Corée, le 10 octobre 1945.
- en 2002 et en 2007, les représentations ont eu lieu à partir du 15 avril pour le quatre-vingt-dixième et le quatre-vingt-quinzième anniversaire de la naissance du président Kim Il-sung[3].
- en 2005, les cérémonies ont été organisées du 15 août (soixantième anniversaire de la capitulation du Japon et de la libération de la Corée) au 10 octobre (date de la fondation du Parti du travail de Corée).

Le spectacle organisé de 2002 à 2013 dans le stade du Premier mai à Pyongyang, qui compte 150 000 places, s'intitule Arirang, titre éponyme d'une chanson populaire coréenne. Les spectacles de masse font leur retour en 2018 sous le nom « The Glorious Country ».

## Organisation

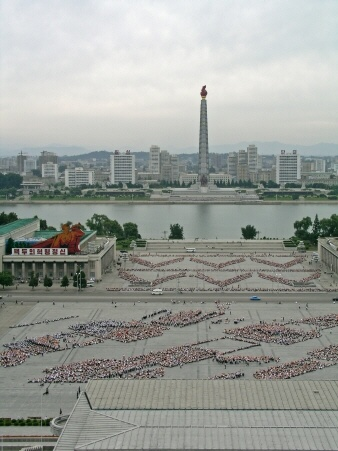
Répétition de milliers de personnes sur la place Kim Il-sung de Pyongyang en août 2005.

Les représentations donnent lieu à de gigantesques démonstrations de « gymnastique de masse ».
À l'issue de plusieurs mois de répétition, jusqu'à cent mille artistes, enfants et étudiants participent à des scènes chorégraphiques reconstituant l'histoire de la Corée au vingtième siècle, de l'occupation japonaise jusqu'à la réunification souhaitée de la Corée.
Sur la pelouse du stade, les habits de couleur et les accessoires des gymnastes et des danseurs dessinent des motifs géants lors de mouvements synchronisés. D'autres motifs sont reproduits par les pages de couleur des livres que tournent les enfants installés dans les gradins situés en face des spectateurs.

## Spectateurs notables
Les plus hautes personnalités nord-coréennes, dont l'ancien dirigeant Kim Jong-il, assistent notamment aux premières des représentations. Les circuits touristiques en Corée du Nord sont organisés en priorité lors de la représentation des spectacles de gymnastique de masse : plusieurs centaines de visiteurs étrangers ont assisté aux spectacles donnés en 2002.
En visite à Pyongyang en octobre 2000, la secrétaire d'État américaine Madeleine Albright assiste à une représentation du spectacle Le Parti du travail de Corée toujours victorieux.